# Publio Daciano

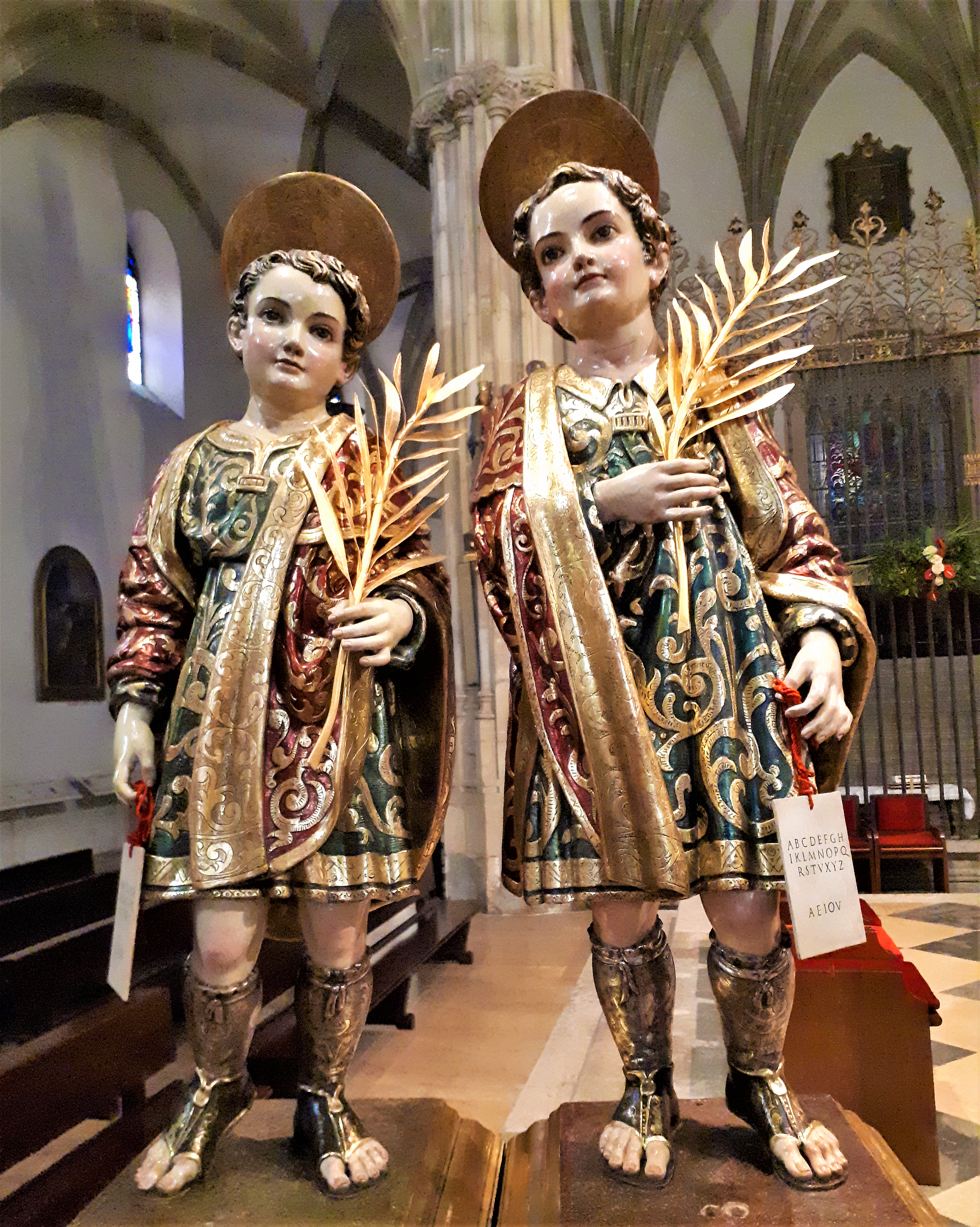
Mártires cristianos Justo y Pastor el año 304 en Alcalá de Henares.

Publio Daciano (mediados siglo III - principio siglo IV), supuesto nombre del personaje que aparece en las inscripciones como P. Datianus. Fue gobernador (praeses) de Lusitania (entre 286 y 293) y de Hispania Citerior (en 305) en tiempos del emperador Diocleciano. Aunque se ha dudado de su existencia real, las evidencias epigráficas constituyen argumentos de peso.
Una inscripción hallada en Évora (CIL II, 17) le sitúa como gobernador (praeses) de Lusitania entre los años 286 y 293, bajo el gobierno de Diocleciano y Maximiano.
El poeta Prudencio le sitúa en la Hispania Citerior en 305, relacionándole con el arresto y martirio de san Vicente, la pasión sobre su muerte ha logrado tener crédito en la investigación histórica.
El personaje de Daciano quedó como prototipo de cruel perseguidor y así aparece relacionado con las muertes de famosos mártires católicos como San Cucufate, Eulalia y Severo de Barcelona, de Santa Engracia y los dieciocho mártires de Zaragoza, de Justo y Pastor de Alcalá de Henares, de Leocadia de Toledo, de Vicente, Sabina y Cristeta de Ávila y de Eulalia de Mérida, así como el martirizador de los santos patronos de Arjona (Bonoso y Maximiano), donde se celebra la fiesta de la quema de Daciano con un muñeco que representa a este prefecto.